# ایزینگتون، کاونتی دورهام
ایزینگتون (به انگلیسی: Easington) یک شهرک در بریتانیا است که در شهرستان تشریفاتی کانتی دورام واقع شده‌است. ایزینگتون ۲٬۱۷۱ نفر جمعیت دارد.